# Pierre Audétat
Pierre Audétat (* 8. Juni 1968 in Lausanne) ist ein Schweizer Fusion- und Jazzmusiker (Keyboards, Komposition), der auch als Remixer hervorgetreten ist.

## Leben und Wirken
Audétat erhielt bereits mit sechs Jahren klassischen Klavierunterricht; mit elf Jahren wechselte er das Genre und erhielt Jazzunterricht. Nach einer Ausbildung an der Swiss Jazz School in Bern und der École de Jazz et de Musique Actuelle de Lausanne bildete er 1988 die Gruppe Urgent Feel, die in den Electrojazz vorstiess und das Album XL bei Plainisphare veröffentlichte. 
Mit dem Bassisten Marcello Giuliani, dem Schlagzeuger Christophe Calpini, den Rappern Nya und Ndagijé sowie DJ Goo gründete er 1992 die multikulturelle Gruppe Silent Majority, mit der er zwei Alben und eine EP aufnahm. Auch konzertierte er mit Matthieu Michel, Léon Francioli und Pascal Auberson. Weiterhin gehörte er als Pianist zum Ensemble Piano Seven um François Lindemann, mit dem er weltweit Konzerte gegeben hat. Dann bildete er ein Duo mit Pierre-Yves Borgeaud.
Mit Calpini bildete er 2006 das Duo Stade, mit dem er seit 2007 mehrere Alben vorgelegt hat und mit Joy Frempong, David Murray, Pascal Auberson, Glenn Ferris, Jean-Paul Bourelly oder Ganesh Geymeier auftrat. Weiterhin ist er mit Brad Shepik, Mark Feldman, Infinite Livez, Werner Hasler, Erik Truffaz, Grégoire Maret, Elliott Sharp, Roots Manuva, Jean-Paul Bourelly und Nils Petter Molvær aufgetreten.
Audétat verfasste Theater- und Filmmusik. Er lehrt als Hochschullehrer an der Musikakademie Basel und an der Haute École de Musique in Lausanne (HES-SO), wo er die Kompositionsabteilung leitet und elektronische Musik lehrt. In Zusammenarbeit mit dem Institut de recherche et coordination acoustique/musique in Paris hat er das Forschungsprojekt La cloche diatonique durchgeführt.

## Diskographische Hinweise
- Pierre Audetat Iota Horologi (Tadeo Records 2003)
- Stade Freewheel (Sub Rosa 2009)
- VIP: Pierre Audétat / Vinz Vonlanthen Walking Contradiction (Leo Records 2017)